# Madrid Open 2012

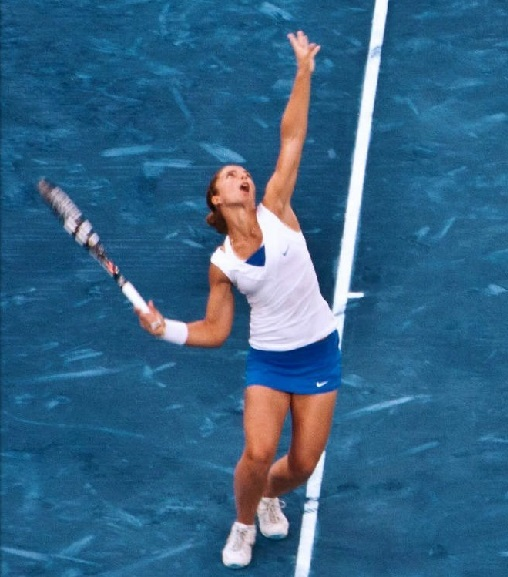
Sara Errani nell'edizione 2012

Il Madrid Open 2012, ufficialmente Mutua Madrid Open per motivi di sponsorizzazione, è stato un torneo di tennis disputato sulla terra blu. È stato il primo torneo della storia a essere giocato su questa superficie. È stata l'undicesima edizione ATP, e la quarta WTA del Madrid Open. Fa parte della categoria ATP World Tour Masters 1000 nell'ambito dell'ATP World Tour 2012, e dei tornei Premier Mandatory nell'ambito del WTA Tour 2012. Entrambe le competizioni, maschile e femminile, si sono tenute alla Caja Mágica di Madrid, in Spagna, dal 4 al 13 maggio 2012.

## Partecipanti ATP

### Teste di serie
| Giocatore   | Nazione               | Ranking | Testa di serie* |
| ----------- | --------------------- | ------- | --------------- |
| Serbia      | Novak Đoković         | 1       | 1               |
| Spagna      | Rafael Nadal          | 2       | 2               |
| Svizzera    | Roger Federer         | 3       | 3               |
| Francia     | Jo-Wilfried Tsonga    | 5       | 4               |
| Spagna      | David Ferrer          | 6       | 5               |
| Rep. Ceca   | Tomáš Berdych         | 7       | 6               |
| Serbia      | Janko Tipsarević      | 8       | 7               |
| Stati Uniti | John Isner            | 10      | 8               |
| Francia     | Gilles Simon          | 11      | 9               |
| Argentina   | Juan Martín del Potro | 12      | 10              |
| Spagna      | Nicolás Almagro       | 13      | 11              |
| Francia     | Gaël Monfils          | 14      | 12              |
| Spagna      | Feliciano López       | 16      | 13              |
| Francia     | Richard Gasquet       | 18      | 14              |
| Spagna      | Fernando Verdasco     | 19      | 15              |
| Ucraina     | Aleksandr Dolhopolov  | 20      | 16              |

* Teste di serie basate sul ranking al 30 aprile 2012.

### Altri partecipanti
I seguenti giocatori hanno ricevuto una wild card per il tabellone principale: 
- Javier Martí
- Guillermo García López[2]
- Albert Ramos Viñolas
- Albert Montañés[3]

I seguenti giocatori sono passati dalle qualificazioni:

- Igor' Andreev
- Federico Delbonis
- Alejandro Falla
- Daniel Gimeno Traver
- Santiago Giraldo
- Victor Hănescu
- Serhij Stachovs'kyj

## Partecipanti WTA

### Teste di serie
| Giocatrice  | Nazione             | Ranking | Testa di serie* |
| ----------- | ------------------- | ------- | --------------- |
| Bielorussia | Viktoryja Azaranka  | 1       | 1               |
| Russia      | Marija Šarapova     | 2       | 2               |
| Rep. Ceca   | Petra Kvitová       | 3       | 3               |
| Polonia     | Agnieszka Radwańska | 4       | 4               |
| Australia   | Samantha Stosur     | 5       | 5               |
| Danimarca   | Caroline Wozniacki  | 6       | 6               |
| Francia     | Marion Bartoli      | 7       | 7               |
| Cina        | Li Na               | 8       | 8               |
| Stati Uniti | Serena Williams     | 9       | 9               |
| Russia      | Vera Zvonarëva      | 10      | 10              |
| Italia      | Francesca Schiavone | 11      | 11              |
| Germania    | Angelique Kerber    | 14      | 12              |
| Serbia      | Ana Ivanović        | 15      | 13              |
| Slovacchia  | Dominika Cibulková  | 16      | 14              |
| Serbia      | Jelena Janković     | 17      | 15              |
| Russia      | Marija Kirilenko    | 19      | 16              |

* Teste di serie basate sul ranking al 30 aprile 2012.

### Altre partecipanti
Le seguenti giocatrici hanno ricevuto una wild card per il tabellone principale:
- Lara Arruabarrena Vecino
- Garbiñe Muguruza Blanco
- Sílvia Soler Espinosa
- Carla Suárez Navarro
- Venus Williams

Le seguenti giocatrici sono passate dalle qualificazioni:

- Anastasija Rodionova
- Mathilde Johansson
- Jill Craybas
- Andrea Hlaváčková
- Lucie Hradecká
- Lourdes Domínguez Lino
- Varvara Lepchenko
- Johanna Larsson

## Punti e montepremi
Il montepremi è di € 3.090.150 per il torneo ATP e € 3.755.140 per il torneo WTA.
| Torneo              | Torneo              | V       | F       | SF      | QF     | 3T     | 2T     | 1T     | Q  | Q3     | Q2    | Q1    |
| Singolare maschile  | Punti               | 1000    | 600     | 360     | 180    | 90     | 45     | 10     | 25 | 0      | 16    | 0     |
| Singolare maschile  | Premi in denaro (€) | 585.800 | 287.225 | 144.560 | 73.510 | 38.170 | 20.125 | 10.865 | –  | 0      | 2.505 | 1.275 |
| Doppio maschile     | Punti               | 1000    | 600     | 360     | 180    | 90     | 0      | –      | –  | –      | –     | –     |
| Doppio maschile     | Premi in denaro (€) | 181.400 | 88.800  | 44.550  | 22.860 | 11.820 | 6.240  | –      | –  | –      | –     | –     |
| Singolare femminile | Punti               | 1000    | 700     | 450     | 250    | 140    | 50     | 5      | 30 | 20     | 1     | –     |
| Singolare femminile | Premi in denaro ($) | 613.000 | 313.000 | 149.500 | 70.000 | 33.000 | 17.500 | 8.750  | 0  | 2.2375 | 1.140 | –     |
| Doppio femminile    | Punti               | 1000    | 700     | 450     | 250    | 140    | 5      | –      | –  | –      | –     | –     |
| Doppio femminile    | Premi in denaro ($) | 199.000 | 100.000 | 45.000  | 18.975 | 9.500  | 5.000  | –      | –  | –      | –     | –     |

## Campioni

### Singolare maschile
Roger Federer ha sconfitto in finale  Tomáš Berdych per 3-6, 7-5, 7-5.
- È il settantaquattresimo titolo in carriera per Federer, il quarto nel 2012.

### Singolare femminile
Serena Williams ha battuto in finale  Viktoryja Azaranka con il punteggio di 6-1, 6-3.
- Per Serena Williams è il 41º titolo della sua carriera ed il secondo di questa stagione.

### Doppio maschile
Mariusz Fyrstenberg /  Marcin Matkowski hanno sconfitto in finale  Robert Lindstedt /  Horia Tecău per 6-3, 6-4.

### Doppio femminile
Sara Errani /  Roberta Vinci hanno battuto in finale  Ekaterina Makarova /  Elena Vesnina per 6-1, 3-6, [10-4].